# Tetragnatha trichodes
Tetragnatha trichodes är en spindelart som beskrevs av Tord Tamerlan Teodor Thorell 1878. Tetragnatha trichodes ingår i släktet sträckkäkspindlar, och familjen käkspindlar. Utöver nominatformen finns också underarten T. t. mendax.